# زانيتا واين
زانيتا جوسلين واين (من مواليد 3 أغسطس 1990) هي لاعبة كرة قدم محترفة أمريكية متقاعدة تعمل حاليًا كمدرب مساعد لنادي DC Power FC في الدوري الأمريكي الممتاز.

## بداية حياتها والتعليم
التحقت واين بمدرسة أليسو نيجويل الثانوية في مقاطعة أورانج، كاليفورنيا حيث لعبت لفريق الجامعة للفتيات. تخرجت من جامعة نيو مكسيكو، ولعبت لصالح فريق سان دييغو WFC SeaLions في الدوري الممتاز لكرة القدم للسيدات (WPSL).

## المسيرة الكروية

### جي بي كيه كوكولا
لعبت واين للنادي الفنلندي GBK Kokkola في عام 2013، يليه نادي Víkingur Ólafsvík الأيسلندي في عام 2014. في عام 2015، انتقلت إلى نادي أبولون للسيدات في قبرص حيث تأهلوا لدوري أبطال أوروبا للسيدات، والذي شاركت فيه واين. في عام 2016، عادت واين إلى أيسلندا للعب مع Þór/KA بعد اقتراح من لاعبة أبولون السابقة سيسيليا سانتياجو حيث شعروا أنها كانت بديلاً مماثلاً للمواطنة الأمريكية هايد راجن التي اضطرت إلى العودة إلى الولايات المتحدة. في عام 2016، عادت مؤقتًا إلى الولايات المتحدة للعب مع فريق أتلانتا سيلفرباكس في دوري كرة القدم النسائي المحترف.

### سندرلاند
في عام 2017، انتقلت واين إلى إنجلترا للعب مع نادي سندرلاند في دوري كرة القدم للسيدات الدرجة الأولى في يوم الموعد النهائي للانتقالات قبل مباراتي Þór/KA الأخيرتين في الدوري. وافق Þór/KA على إطلاق سراح واين إلى سندرلاند مبكرًا لأنهم لم يرغبوا في منع واين من الاستفادة من فرصة اللعب لفريق سيدات سندرلاند.

### كليب، إلينوي
وقعت واين مع نادي كليب آي إل النرويجي لموسم 2018. وسجلت هدفها الأول للنادي خلال تعادل الفريق 1-1 ضد فاليرينغا في 9 سبتمبر. وخلال فوز 5-3 على إي كيه جراند بودو، سجلت هدفين في الدقيقتين 28 و59. أنهى كليب آي إل الموسم في المركز الثاني خلال توبسيرين 2018 بسجل 15-4-3. تعادل هدفا زين في المركز الخامس من حيث أعلى هدافي الفريق.

### مدينة غلاسكو
في يوليو 2020، وقعت واين مع نادي غلاسكو سيتي الاسكتلندي.

### وست هام يونايتد
في يونيو 2021، وقّعت واين عقدًا مع نادي وست هام يونايتد، أحد فرق دوري السوبر النسائي الإنجليزي. وعادت واين إلى العمل مع المدرب أولي هاردر، الذي سبق لها اللعب تحت قيادته في نادي كليب إلينوي.

### سباق لويزفيل
وقعت واين مع نادي راسينغ لويزفيل التابع للدوري الوطني لكرة القدم للسيدات في أواخر يونيو 2022 كلاعب بديل للمنتخب الوطني. بحلول نهاية شهر يوليو، وقع معها فريق راسينغ عقدًا دائمًا حتى نهاية موسم الدوري الوطني لكرة القدم للسيدات لعام 2023. 

### القادسية
في أكتوبر 2023، انضمت واين إلى نادي القادسية السعودي كلاعبة ومدربة. قادت واين الفريق في كل من الأهداف والتمريرات الحاسمة.

## مهنة التدريب
في 8 يوليو 2024، إعلن عن واين كأول مساعد مدرب ينضم إلى طاقم تدريب فريدريك بريانت لفريق DC Power FC في دوري USL Super League. كانت واين قد أمضت وقتًا سابقًا كلاعبة ومدربة في نادي القادسية في الدوري السعودي للسيدات.

## الحياة الشخصية
تحمل واين الجنسيتين الأمريكية والفرنسية.

## الأوسمة
أبولون ليماسول
- الفائز بالدوري القبرصي الأول : 2015-16[27]
- الفائز بكأس قبرص للسيدات : 2016[27]